# San Carlos (Falklandinseln)
Die Siedlung San Carlos liegt im Süden der Bucht San Carlos Water auf Ostfalkland. Der Ort erhielt seinen Namen nach dem spanischen Schiff San Carlos das hier 1768 vor Anker ging. 
Im Rahmen der Operation Sutton landeten in dem Ort, der den Codenamen "Blue Beach" erhielt, ein Großteil der britischen Einheiten, die während des Falklandkrieges auf Westfalkland kämpften. Heute erinnern ein Museum und ein Soldatenfriedhof an die Landung der Briten.
San Carlos wird nach dem früheren Besitzer Jack Boner auch als "JB" bezeichnet.

## Nachweis
1. ↑  Jason Lewis, Inglis, Alison: Falklands Information Web - Widley used Falklands Acronyms. Archiviert vom Original am 19. Juni 2006; abgerufen am 7. August 2010.  Info: Der Archivlink wurde automatisch eingesetzt und noch nicht geprüft. Bitte prüfe Original- und Archivlink gemäß Anleitung und entferne dann diesen Hinweis.